# Karen Muir

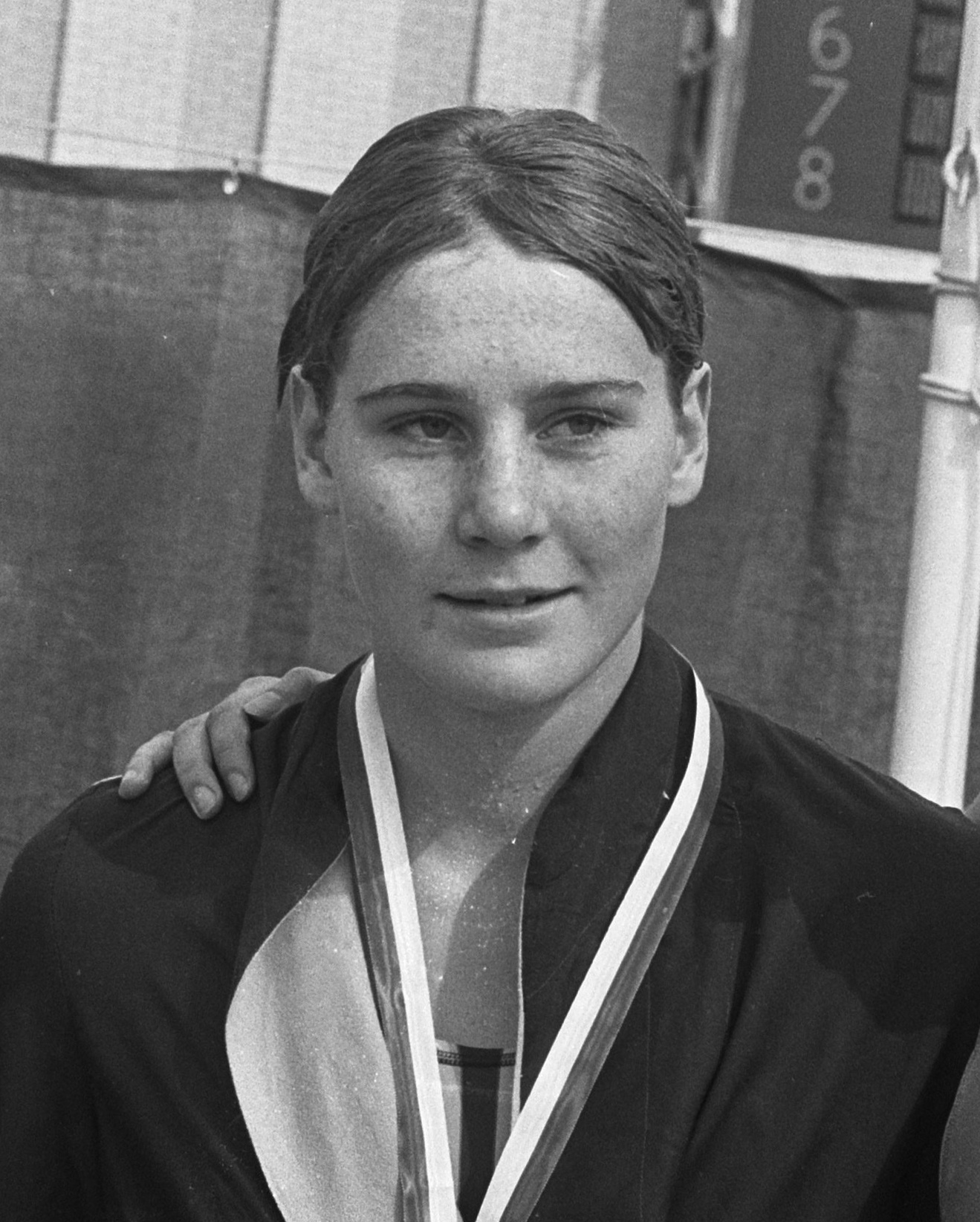
Karen Muir in 1967

Karen Muir (Kimberley, 16 september 1952 – Mosselbaai, 1 april 2013) was een Zuid-Afrikaans zwemster. Zij werd de jongste wereldrecordhoudster ooit in een sport toen ze 12 jaar, 10 maanden en 25 dagen oud was.
Muir verbeterde 15 wereldrecords, maar nam door de boycot van Zuid-Afrikaanse producten ten tijde van de apartheidspolitiek nooit deel aan de Olympische Spelen.